# Ochodnický prameň
Ochodnický prameň je přírodní památka v katastrálním území obce Ochodnica v okrese Kysucké Nové Mesto v Žilinském kraji na Slovensku. Území bylo vyhlášeno v roce 1973 a jeho rozloha je 0,015 hektaru. Předmětem ochrany je minerální pramen s obsahem sirovodíku.